# 2011 en handball
| Années du handball : 2008 - 2009 - 2010 - 2011 - 2012 - 2013 - 2014    |
| Décennies du handball : 1980 - 1990 - 2000 - 2010 - 2020 - 2030 - 2040 |

Cet article présente les faits marquants de l'année 2011 en handball.

## Par mois

### Janvier
- 1er janvier, la section handball du club omnisports danois du Aalborg Boldspilklub se sépare de son club omnisports et devient le Aalborg Håndbold.
- du 13 au  30 janvier, Championnat du monde masculin en Suède :
  - 13 janvier, en match d'ouverture : la Suède bat le Chili sur le score de 28 à 18.
  - 14 janvier, 1er tour : l'équipe du Danemark s'impose 47 à 12 contre l'Australie.
  - 17 janvier, 1er tour : la France bat le Bahreïn 41 à 17. Autre grosse victoire celle de la Croatie sur l'Australie 42 à 15. Ce sont les deuxièmes et troisièmes fois qu'une équipe met plus de 40 buts dans un match lors de ce championnat.
  - 22 janvier, tour principal : très large victoire de la Croatie sur l'Argentine (38-18).
  - 25 janvier, tour principal : à noter la large victoire de la Norvège sur l'Allemagne (35-25).
  - 28 janvier, demi-finale : la France élimine la Suède 29 à 26 et se qualifie pour la finale tout comme le Danemark qui élimine l'Espagne sur le score de 28 à 24. Le Danemark se qualifie pour la première fois pour la finale d'un championnat du monde.
  - 30 janvier, match 3-4 : l'Espagne termine troisième à la suite de sa victoire 24 à 23 face à la Suède
  - 30 janvier, finale : la France bat le Danemark sur le score 37 à 35 après prolongation. La France conserve son titre et rajoute une quatrième étoile sur son maillot.
  - Nikola Karabatic est élu meilleur joueur du championnat du monde alors que le danois Mikkel Hansen est le meilleur buteur du tournoi avec 68 buts.

### Février
- 1er février : Coupe de France masculine, seizièmes de finale. Quatre grosses surprises lors de ces seizièmes de finale avec les éliminations de trois clubs de division 1 par des clubs de seconde division. Dijon, Paris et Tremblay-en-France respectivement éliminés par Nancy, Nanterre et Vernon. La quatrième surprise est l'élimination de Saint-Cyr par les Girondins de Bordeaux évoluant en nationale 1 sur le score de 28 à 25.
- 2 février : Championnat de France féminin. Victoire à domicile d'Arvor Brest, actuel second du championnat, contre le Metz Handball, le leader, sur le score serré de 24 à 22 dans le choc du championnat.
- 24 février : Olivier Girault est demis de ces fonctions au Paris Handball[1] et Patrick Cazal est annoncé comme entraineur du club la saison suivante[2].
- 27 février : Coupe de France masculine, huitièmes de finale : très grosse surprise avec la qualification de Mulhouse (Division 2) aux dépens de l'USAM Nîmes (Division 1) 33 à 29.

### Mars
- 1er mars : Mikkel Hansen et Heidi Løke sont élus meilleurs handballeurs de l'année par la Fédération internationale de handball (IHF)[3].
- 8 mars : Coupe de France masculine, huitièmes de finale : nouvelle surprise avec l'élimination de Saint-Raphaël (Division 1) par les Girondins de Bordeaux (Nationale 1) sur le score de 37 à 35 après prolongation.
- 15 mars : Coupe de France masculine, quart de finale : Grosse surprise avec l'élimination d'Istres, club de première division, par l'actuel troisième de division 2: Mulhouse sur le score de 26 partout, 3 à 1 aux tirs au but.
- 16 mars : Coupe de France masculine, quart de finale : à noter l'élimination de Montpellier par Chambéry dans le Palais des sports René-Bougnol sur le score de 29 à 30. On retiendra également l'élimination du dernier club de nationale 1, les Girondins de Bordeaux par Toulouse (Division 1) 35 à 30.

### Avril
- avril : l' AHC Schaerbeek fusionne avec le Mouloudia Bruxelles et donne le United Brussels HC
- 2 avril : Championnat de France féminin de handball. Deuxième victoire de la saison pour Cergy-Pontoise 24 à 25 à Besançon. Il aura fallu attendre la 19e journée pour voir ce second succès.
- 9 avril : Championnat de France féminin de handball. Victoire 46 à 33 d'Arvor Brest à Cergy-Pontoise.
- 13 avril : Coupe de France masculine, demi-finale : Victoire de Chambéry 33 à 25 sur le parquet de Mulhouse Handball Sud Alsace (Division 2). Dans le même temps Dunkerque a remporté son billet pour la grande finale en s'imposant à Toulouse 34 à 23. La finale verra s'opposer Dunkerque et Chambéry.

### Mai
- 9 mai : Championnat de France féminin de handball. Le Metz Handball est sacrée champion de France de division 1 après sa victoire lors de l'ultime journée 29 à 26 face à Mios-Biganos. Metz remporte le championnat pour la 17e fois de son histoire.
- 7 mai, finale aller de la Ligue des champions féminine de handball : le club norvégien de Larvik HK s'impose 23 à 21 face au club espagnol de Itxako. Le club nordique prend donc un avantage avant le match retour sur les terres espagnoles.
- 14 mai, finale retour de la Ligue des champions féminine de handball : Victoire lors de la finale retour de la Sociedad Deportiva Itxako 25 à 24 sur le club de Larvik HK. Malheureusement pour les espagnoles cela ne suffit pas pour remporter la Champions League, le score cumulé étant de 47 à 46 en faveur des norvégiennes. Larvik remporte sa première Ligue des Champions.
- 21 mai :
  - finale de la Coupe de France féminine : Toulon Saint-Cyr Var Handball s'impose devant le HBC Nîmes sur le score de 26 à 24. C'est la première fois que Toulon remporte la Coupe de France en revanche c'est la troisième finale perdue par les nîmoises après 1999 et 2003.
  - finale de la Coupe de France masculine : Dunkerque s'impose sur le score de 28 à 27 après prolongation contre Chambéry. C'est la première fois que Dunkerque remporte la Coupe de France, en revanche c'est la quatrième finale perdue par le club de Chambéry.
  - finale retour du Championnat du Danemark : l'AG Copenhague s'impose devant le BSV Bjerringbro-Silkeborg et surtout 36 651 spectateurs[4], battant ainsi le record du monde pour un match de handball moderne qui était de 35 400 spectateurs à l’occasion des finales des Jeux olympiques de 1996 à Atlanta[5] et, pour les clubs, de 30 925 spectateurs lors d’un match opposant le TBV Lemgo au THW Kiel en 2004.
- 29 mai, Ligue des champions masculine dans la Lanxess Arena de Cologne :
  - match pour la 3e place : le HSV Hambourg s'impose 33 à 31 face à Rhein-Neckar Löwen lors de ce match entièrement germanique.
  - finale : le FC Barcelone remporte sa huitième Ligue des champions en battant l'autre club espagnol de BM Atlético de Madrid (27-24).

### Juin
- 7 juin : nouvelle organisation du staff technique de US Dunkerque. Alors que l'entraineur Yerime Sylla avait été prolongé de 3 ans dans ses fonctions et que Patrick Cazal, son adjoint, avait donné son accord pour entrainer le Paris Handball la saison suivante[6], Jean-Pierre Vandaele, nouveau président du club, a officialisé la nouvelle organisation du staff technique : Cazal reste finalement au club en tant qu'entraîneur principal, Sylla devient manager technique général et Arnaud Calbry entraîneur adjoint[7].

### Septembre
- 2 septembre : début du Championnat de France féminin de handball. En match d'ouverture Arvor Brest s'impose à domicile face au Havre 24 à 23.
- 8 septembre : début du Championnat de France masculin de handball. En match d'ouverture Montpellier AHB s'impose à Toulouse 28 à 37.
- 16 septembre : Championnat de France féminin de handball. Le club d'Arvor Brest s'impose 40 à 20 face au Cercle Dijon. Premier match où une équipe dépasse les 40 buts cette saison.
- 22 septembre : Championnat de France masculin : premier choc du championnat entre Chambéry Savoie Handball et Dunkerque HGL, remporté par les savoyards (31-28).
- 23 septembre : Championnat de France masculin : deuxième choc lors de cette troisième journée, le Montpellier AHB s'impose 32 à 25 sur le HBC Nantes.
- 29 septembre :  1re journée de la Ligue des champions masculine de handball.

### Octobre
- 13 octobre, Championnat de France masculin : Montpellier AHB s'impose 33 à 23 sur le terrain de Dunkerque.
- 15 octobre, Championnat de France féminin de handball : le club d'Issy-les-Moulineaux s'impose sur le parquet de Mios-Biganos sur le score large de 20 à 38.
- 19 octobre : Championnat de France masculin : le club de Montpellier est le premier club à marquer 40 buts dans un match lors de ce championnat, ils se sont imposés 42-31 contre Cesson-Rennes.
- 26 octobre : Coupe de la Ligue française masculine, quart de finale : Le club de Montpellier AHB a remporté d'une très belle façon son quart de finale de Coupe de la Ligue en s'imposant 37 à 28 devant Tremblay-en-France.
- 27 octobre : Championnat de France masculin : Chambéry, deuxième, a disposé de Saint-Raphaël, troisième, sur le score de 23 à 20 sur le parquet varois.

### Novembre
- 2 novembre : Championnat de France féminin de handball. Grosse victoire 39 à 22 de Toulon Saint-Cyr face à Dijon.
- 10 novembre : Championnat de France masculin : le premier Montpellier Agglomération Handball recevait le troisième Saint-Raphaël Var Handball, le leader accroit son avance en s'imposant 35 à 23.
- 12 novembre : Championnat de France masculin : Chambéry Savoie Handball bat le HBC Nantes 27 à 26.
- 13 novembre : Championnat de France féminin de handball. Première défaite de la saison pour le club d'Arvor Brest, après huit matchs, à Issy-les-Moulineaux sur le score de 30 à 25.
- 17 novembre : Championnat de France masculin : première défaite de Chambéry sur le parquet de Tremblay-en-France (32-26). Montpellier devient seul leader.
- 30 novembre : Championnat de France masculin : le club du HBC Nantes continue sa remonté en battant le troisième Saint-Raphaël Var Handball 33 à 26.

### Décembre
- 10 décembre : Coupe de la Ligue française masculine, demi-finale : victoire de Saint-Raphaël 32 à 29 devant le HBC Nantes. Un peu plus tard dans la journée Montpellier décroche également sa place en finale en disposant de Chambéry sur le score de 29 à 26. La finale opposera Saint-Raphaël à Montpellier.
- 11 décembre : finale de la Coupe de la Ligue française masculine : Montpellier AHB s'impose sur le score de 28 à 27 contre Saint-Raphaël et remporte sa huitième Coupe de la Ligue en 11 éditions.
- 14 décembre : Championnat de France masculin : dans le derby du Languedoc Montpellier AHB s'est imposé dans la douleur face à l'USAM Nîmes, l'actuel dernier du championnat, sur le score de 34 à 33. Les visiteurs gardois méritaient la victoire après avoir mené toute la rencontre.
- 18 décembre : Championnat du monde féminin, finale : La Norvège bat la France en finale sur le score de 32 à 24. La Norvège remporte le championnat du monde six ans après sa dernière victoire en 1999 contre...la France. L'Espagne termine troisième car elle a battu le Danemark lors du match pour la troisième place 24 à 18. La meilleure buteuse est la brésilienne Alexandra do Nascimento avec 57 buts.
- 22 décembre : Championnat de France masculin : le choc entre les deux premiers du championnat s'est soldé par la victoire de Montpellier 34 à 31 dans le Phare de Chambéry. À la mi-saison les héraultais possèdent quatre points d'avance sur leur dauphin savoyard.
- 29 décembre : Coupe de la Ligue française féminine, demi-finale : victoire d'Arvor Brest 31 à 28 devant Fleury Loiret. Plus tard dans la journée Mios-Biganos décroche également sa place en finale en disposant du Havre sur le score de 27 à 23. La finale opposera Arvor à Mios.
- 30 décembre : finale de la Coupe de la Ligue française féminine : Arvor Brest s'impose sur le score de 30 à 27 contre Mios-Biganos et remporte sa première Coupe de la Ligue.

## Par compétitions

### Championnats du monde
| Compétition                   | Médaille d'or, monde | Médaille d'argent, monde | Médaille de bronze, monde |
| ----------------------------- | -------------------- | ------------------------ | ------------------------- |
| Championnat du monde masculin | France               | Danemark                 | Espagne                   |
| Championnat du monde féminin  | Norvège              | France                   | Espagne                   |

### Coupes d'Europe
| Compétition              | Vainqueur            | Finaliste             | Score   |
| ------------------------ | -------------------- | --------------------- | ------- |
| C1 : Ligue des champions | FC Barcelone         | BM Atlético de Madrid | 27 - 24 |
| C2 : Coupe des coupes    | VfL Gummersbach      | Tremblay-en-France    | 54 - 52 |
| C3 : Coupe de l'EHF      | Frisch Auf Göppingen | TV Großwallstadt      | 53 - 47 |
| C4 : Coupe Challenge     | RK Cimos Koper       | Benfica Lisbonne      | 58 - 54 |

| Compétition              | Vainqueur      | Finaliste           | Score   |
| ------------------------ | -------------- | ------------------- | ------- |
| C1 : Ligue des champions | Larvik HK      | SD Itxako           | 47 - 46 |
| C2 : Coupe des coupes    | Ferencváros TC | CB Mar Alicante     | 57 - 52 |
| C3 : Coupe de l'EHF      | FC Midtjylland | Team Tvis Holstebro | 52 - 47 |
| C4 : Coupe Challenge     | Mios-Biganos   | Muratpaşa BSK       | 61 - 55 |

### Compétitions trans-européennes
| Nations | Compétition             | Vainqueur        | Finaliste     |
| ------- | ----------------------- | ---------------- | ------------- |
|         | Ligue balte de handball | HC Kehra         | Põlva Serviti |
|         | BeNeLux liga            | HV KRAS/Volendam | HC Berchem    |

### Championnats nationaux
| Championnat        | Champion              | Vice-champion            | Résultat                  |
| ------------------ | --------------------- | ------------------------ | ------------------------- |
| Allemagne          | HSV Hambourg          | THW Kiel                 | -                         |
| Autriche           | Aon Fivers            | Bregenz Handball         | ?                         |
| Belgique           | Initia Hasselt        | United HC Tongeren       | 60-55 (23-21, 37-34)      |
| Biélorussie        | HC Dinamo Minsk       | HC Meshkov Brest         | -                         |
| Bosnie-Herzégovine | RK Bosna Sarajevo     | RK Borac Banja Luka      | -                         |
| Croatie            | RK Zagreb             | RK Nexe Nasice           | -                         |
| Danemark           | AG Copenhague         | Bjerringbro-Silkeborg    | 59-48 (29-27, 30-21)      |
| Espagne            | FC Barcelone          | BM Ciudad Real           | -                         |
| France             | Montpellier AHB       | Chambéry Savoie Handball | -                         |
| Hongrie            | Veszprém KSE          | SC Pick Szeged           | 3-0 (33-26, 33-20, 22-20) |
| Luxembourg         | HC Berchem            | HB Dudelange             | -                         |
| Macédoine          | RK Metalurg Skopje    | RK Vardar Skopje         | -                         |
| Norvège            | Haslum HK             | Elverum Handball         | 28-24                     |
| Pays-Bas           | HV KRAS/Volendam      | OCI Limburg Lions Geleen | 64-50 (30-24, 34-26)      |
| Pologne            | Wisła Płock           | KS Kielce                | ?                         |
| Portugal           | FC Porto              | Madeira Andebol SAD      | -                         |
| République tchèque | Dukla Prague          | HK Lovosice              | -                         |
| Roumanie           | HCM Constanța         | HC Odorheiu Secuiesc     | -                         |
| Russie             | Medvedi Tchekhov      | Saint-Pétersbourg HC     | ?                         |
| Serbie             | RK Partizan Belgrade  | RK Vojvodina Novi Sad    | -                         |
| Slovénie           | RK Cimos Koper        | RK Gorenje Velenje       | -                         |
| Suède              | IK Sävehof            | Eskilstuna Guif          | 25-23                     |
| Suisse             | Kadetten Schaffhausen | Pfadi Winterthur         | 3-0 (29-25, 26-23, 38-25) |
| Ukraine            | ZTR Zaporijjia        | HC Dinamo Poltava        | -                         |

| Championnat        | Champion                  |
| ------------------ | ------------------------- |
| Allemagne          | Thüringer HC              |
| Autriche           | Hypo Niederösterreich     |
| Belgique           | DHW Antwerpen             |
| Biélorussie        | BNTU Minsk                |
| Croatie            | ŽRK Podravka Koprivnica   |
| Danemark           | FC Midtjylland            |
| Espagne            | Sociedad Deportiva Itxako |
| France             | Metz Handball             |
| Grèce              | Ormi Patras               |
| Hongrie            | Győri ETO KC              |
| Italie             | PDO Handball Team Salerno |
| Macédoine          | ŽRK Metalurg Skopje       |
| Monténégro         | ŽRK Budućnost Podgorica   |
| Norvège            | Larvik HK                 |
| Pays-Bas           | SV Dalfsen                |
| Pologne            | Zagłębie Lubin            |
| Portugal           | CDES Gil Eanes            |
| République tchèque | HC Veselí nad Moravou     |
| Roumanie           | Oltchim Râmnicu Vâlcea    |
| Russie             | HC Dinamo Volgograd       |
| Serbie             | ŽRK Zaječar               |
| Slovénie           | RK Krim                   |
| Suède              | IK Sävehof                |
| Suisse             | LC Brühl Saint-Gall       |
| Turquie            | Üsküdar BSK               |
| Ukraine            | Sparta Kryvy Rih          |

## Meilleurs handballeurs de l'année 2011
Le 25 janvier 2012, la liste des nommés à l'élection des meilleurs handballeurs de l'année 2011 est dévoilée par la Fédération internationale de handball. Le 3 mars, les résultats, comptabilisant les votes d'internautes, d'un jury d'experts et de représentants de médias, ont couronné la pivot norvégienne Heidi Løke, championne du monde en 2011 et vainqueur de la Ligue des champions 2011 avec son club de Larvik HK, et l'arrière gauche Danois Mikkel Hansen, vice-champion du monde en 2011 et champion d'Europe en 2012, :
| Rang | Joueuse                 | Nationalité | Club(s)                  | Poste            | Votes |
| ---- | ----------------------- | ----------- | ------------------------ | ---------------- | ----- |
| 1    | Heidi Løke              | Norvège     | Larvik HK & Győri ETO KC | Pivot            | 28 %  |
| 2    | Allison Pineau          | France      | Metz Handball            | Demi-centre      | 22 %  |
| 3    | Katrine Lunde Haraldsen | Norvège     | Győri ETO KC             | Gardienne de but | 20 %  |
| 4    | Andrea Lekić            | Serbie      | RK Krim & Győri ETO KC   | Demi-centre      | 18 %  |
| 5    | Andrea Penezić          | Croatie     | RK Krim                  | Arrière droite   | 12 %  |

| Rang | Joueur           | Nationalité  | Club(s)         | Poste          | Votes |
| ---- | ---------------- | ------------ | --------------- | -------------- | ----- |
| 1    | Mikkel Hansen    | Danemark     | AG Copenhague   | Arrière gauche | 31 %  |
| 2    | Filip Jícha      | Rép. tchèque | THW Kiel        | Arrière gauche | 21 %  |
| 3    | Nikola Karabatic | France       | Montpellier AHB | Demi-centre    | 19 %  |
| 3    | Luc Abalo        | France       | BM Ciudad Real  | Ailier droit   | 19 %  |
| 5    | Thierry Omeyer   | France       | THW Kiel        | Gardien de but | 10 %  |

## Création et disparation de clubs
Parmi les clubs de handball fondés en 2011, on trouve :
- United Brussels HC
- Aalborg Håndbold
- RK Ohrid 2011

Quant au BM Ciudad Real, il est transféré à Madrid et devient BM Atlético de Madrid.

## Décès
Parmi les personnalités du handball décédées en 2011, on trouve :
- 18 février :  Lioudmyla Pantchouk, championne olympique, à 55 ans
- 11 mai :  Branko Karabatić, à 55 ans
- 20 octobre :  Iztok Puc, champion olympique, à 45 ans
- 11 novembre :  Bernd et Reiner Methe (en), arbitres décédés accidentellement, à 47 ans
- 2 décembre :  Pavle Jurina (en), champion olympique, à 56 ans